# Авондејл Естејтс (Џорџија)
Авондејл Естејтс (енгл. Avondale Estates) град је у америчкој савезној држави Џорџија. По попису становништва из 2010. у њему је живело 2.960 становника.

## Демографија
Према попису становништва из 2010. у граду је живело 2.960 становника, што је 351 (13,5%) становника више него 2000. године.
| Група             | 2000.         | 2010.         |
| Белци             | 2.286 (87,6%) | 2.348 (79,3%) |
| Афроамериканци    | 225 (8,6%)    | 428 (14,5%)   |
| Азијати           | 27 (1,0%)     | 57 (1,9%)     |
| Хиспаноамериканци | 40 (1,5%)     | 64 (2,2%)     |
| Укупно            | 2.609         | 2.960         |